# Zemský okres Ludwigsburg
Zemský okres Ludwigsburg (německy Landkreis Ludwigsburg) je zemský okres v německé spolkové zemi Bádensko-Württembersko, ve vládním obvodu Stuttgart. Sídlem správy zemského okresu je město Ludwigsburg. Má přibližně 534 tisíc obyvatel. 

## Města a obce
| Města: 1. Asperg 2. Besigheim 3. Bietigheim-Bissingen 4. Bönnigheim 5. Ditzingen 6. Freiberg am Neckar 7. Gerlingen 8. Großbottwar 9. Korntal-Münchingen 10. Kornwestheim 11. Ludwigsburg 12. Marbach am Neckar 13. Markgröningen 14. Oberriexingen 15. Remseck 16. Sachsenheim 17. Steinheim an der Murr 18. Tamm 19. Vaihingen | Obce: 1. Affalterbach 2. Benningen 3. Eberdingen 4. Erdmannhausen 5. Erligheim 6. Freudental 7. Gemmrigheim 8. Hemmingen 9. Hessigheim 10. Ingersheim 11. Kirchheim am Neckar 12. Löchgau 13. Möglingen 14. Mundelsheim 15. Murr 16. Oberstenfeld 17. Pleidelsheim 18. Schwieberdingen 19. Sersheim 20. Walheim |